# Gloria Münchmeyer
María Gloria Münchmeyer Barber (née le 2 septembre 1938 à Santiago) est une actrice chilienne.

## Filmographie
| Films | Films                                     | Films                          | Films |
| Année | Titre                                     | Rôle                           |       |
| ----- | ----------------------------------------- | ------------------------------ | ----- |
| 1970  | La casa en que vivimos                    | Esposa de Julio (en el futuro) |       |
| 1971  | Vote + fusil                              |                                |       |
| 1977  | Julio comienza en julio                   |                                |       |
| 1982  | Los deseos concebidos                     | Duena de pensión               |       |
| 1988  | Imagen latente                            |                                |       |
| 1990  | La Luna en el espejo                      | Lucrecia                       |       |
| 1992  | Los agentes de la KGB también se enamoran |                                |       |
| 1998  | Cielo ciego                               | Julieta                        |       |
| 1999  | El desquite                               |                                |       |
| 2000  | Coronación                                | Adriana                        |       |
| 2006  | El Rey de san gregorio                    | Madre de Pedro                 |       |
| 2006  | Pecados                                   | Ira                            |       |
| 2006  | Padre Nuestro                             | Neche                          |       |
| 2008  | El Regalo                                 | Lucía "Lucy"                   |       |
| 2009  | El baile de la Victoria                   | Directora de Teatro            |       |

## Télévision

### Telenovelas
| Telenovelas | Telenovelas              | Telenovelas                       | Telenovelas |
| Année       | Titre                    | Rôle                              | Chaîne      |
| ----------- | ------------------------ | --------------------------------- | ----------- |
| 1981        | La Madrastra             | Estrella Sáez                     | Canal 13    |
| 1982        | Alguien por quien vivir  | Silvia Correa                     | Canal 13    |
| 1983        | La Noche del Cobarde     | Paloma                            | Canal 13    |
| 1984        | Los Títeres              | Adriana Godán                     | Canal 13    |
| 1985        | Matrimonio de papel      | Claudia Robinson                  | Canal 13    |
| 1986        | Ángel malo               | Stela Álvarez                     | Canal 13    |
| 1987        | La Invitación            | Irene                             | Canal 13    |
| 1988        | Semidiós                 | Paloma del Río                    | Canal 13    |
| 1988        | Matilde dedos verdes     | Laura                             | Canal 13    |
| 1990        | ¿Te Conté?               | Elena Alcaraz                     | Canal 13    |
| 1991        | Villa Nápoli             | Claudia de Álvarez                | Canal 13    |
| 1992        | El Palo al Gato          | Cristina                          | Canal 13    |
| 1993        | Marrón Glacé             | Cló                               | Canal 13    |
| 1994        | Champaña                 | Olivia                            | Canal 13    |
| 1995        | El amor está de moda     | Cecilia Durán                     | Canal 13    |
| 1996        | Marrón Glacé, el regreso | Cló                               | Canal 13    |
| 1997        | Eclipse de Luna          | Ana Célis                         | Canal 13    |
| 1998        | Amándote                 | Victoria Archer                   | Canal 13    |
| 1999        | Fuera de Control         | Diva Oyarzún                      | Canal 13    |
| 2000        | Sabor a Ti               | Sol Mora                          | Canal 13    |
| 2001        | Piel Canela              | Vida Suárez                       | Canal 13    |
| 2002        | Purasangre               | Violeta Salazar                   | TVN         |
| 2003        | Pecadores                | Úrsula Pérez                      | TVN         |
| 2004        | Destinos Cruzados        | Esther Dickinson                  | TVN         |
| 2005        | Versus                   | Nélida Rojo                       | TVN         |
| 2006        | Floribella               | Greta Fassbinder                  | TVN         |
| 2007        | Fortunato                | Aurora Valdivieso                 | Mega        |
| 2009        | Cuenta Conmigo           | Eugenia Lazcano                   | Canal 13    |
| 2011        | El laberinto de Alicia   | Miss Hellen Harper                | TVN         |
| 2012        | Reserva de familia       | Estela Solar de Arce              | TVN         |
| 2013        | Dos por uno              | Carlota Pinto                     | TVN         |
| 2014        | Chipe libre              | Violeta Riesco / Margarita Riesco | Canal 13    |

### Séries et unitaires
| Séries télévisées | Séries télévisées   | Séries télévisées  | Séries télévisées |
| Année             | Titre               | Rôle               | Chaîne            |
| ----------------- | ------------------- | ------------------ | ----------------- |
| 1971              | La Pendiente        |                    | Canal 13          |
| 1972              | Sin Amor            |                    | Canal 13          |
| 1994              | Soltero a la medida | Catherina de Soldi | Canal 13          |
| 2004              | Geografía del Deseo | Madre de Ana       | TVN               |
| 2007              | Tres son multitud   | Beatriz Rozas      | Mega              |
| 2010              | Los 80              | Leonor             | Canal 13          |
| 2012              | Cobre               | Mme. Donoso        | Mega              |

### Émissions de télévision
- 1975 : La manivela
- 1984-1992 : Mediomundo
- 1995-1997 : Venga conmigo (Canal 13) : Vicky
- 2009 : Teatro en Chilevisión (Chilevisión) : Eliana
- 2013 : Mujeres Primero (La Red) : Elle-même
- Depuis 2018 : Historias del alma (Chilevisión) : Animatrice

### Sources
- (es) Cet article est partiellement ou en totalité issu de l’article de Wikipédia en espagnol intitulé « Gloria Münchmeyer » (voir la liste des auteurs).